# Kärinä Kõrbjärv
Kärinä Kõrbjärv (est. Kõrbjärv (Kärinä Kõrbjärv)) – jezioro w Estonii, w prowincji Võrumaa, w gminie Misso. Położone jest na wschód od wsi Kärinä. Ma powierzchnię 3,3 ha, linię brzegową o długości 704 m, długość 280 m i szerokość 140 m. Sąsiaduje z jeziorami Immaku, Sõdaalonõ, Kändrä järv, Mägialonõ, Kisõjärv, Põhja-Pahijärv, Lõuna-Pahijärv, Vuuhjärv. Położone jest na obszarze chronionego krajobrazu Kisejärve maastikukaitseala.